# Toffi
Toffi – gęsta, słodka, dosyć twarda masa, sporządzana z cukru (lub melasy) i masła. Kolorem i smakiem przypomina nieco miód. Nazwy  używa się też dla cukierków wytwarzanych z masy toffi z dodatkiem różnych aromatów, orzechów i innych dodatków. Toffi mogą mieć różną twardość, ale odpowiednią ich konsystencję uzyskuje się przez podgrzewanie i mieszanie masy w odpowiednio wysokiej temperaturze (150-160 st. C). Występują różne odmiany toffi, a w wielu krajach masę o tym składzie nazywa się zwyczajowo inaczej.
W krajach anglojęzycznych odmianą toffi jest butterscotch.
W Szwecji znane jest knäck, toffi tradycyjnie przygotowywane na Boże Narodzenie.
W Rosji cukierki toffi są popularne pod nazwą irysy i wytwarzane w różnych odmianach: z polewą czekoladową, makiem, orzechami lub owocowe.

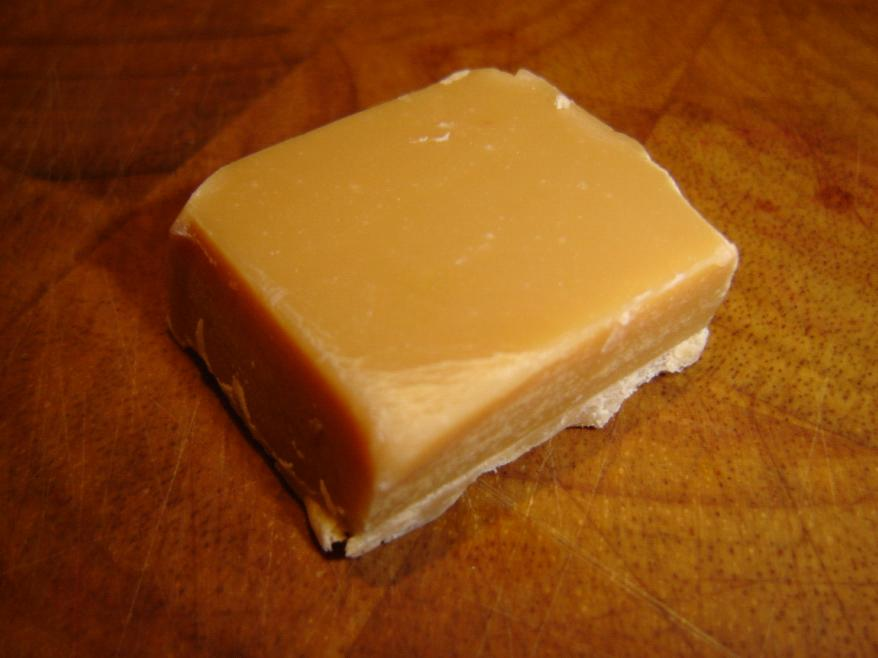
rosyjski irys
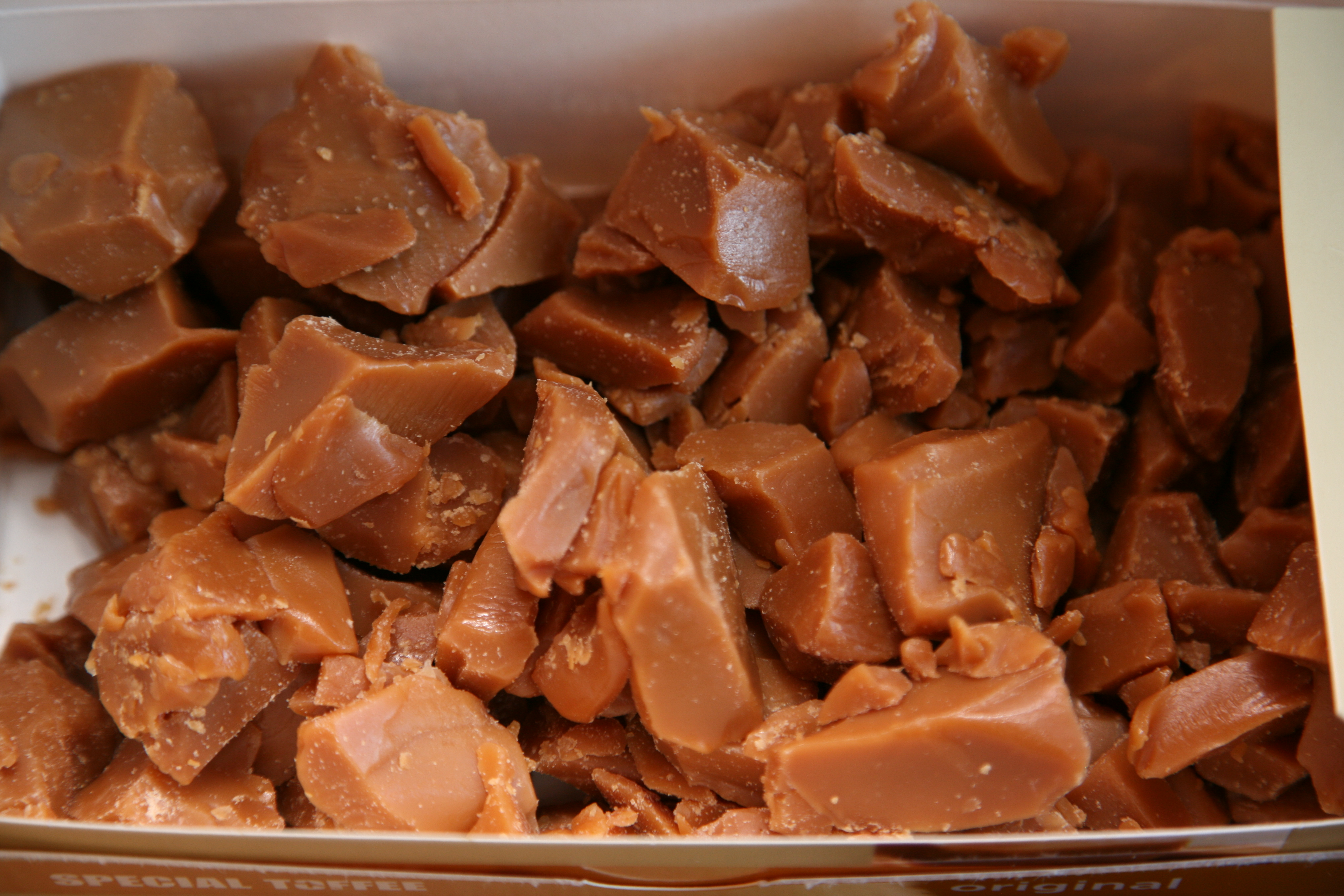
pudełko Thorntons Special Toffee
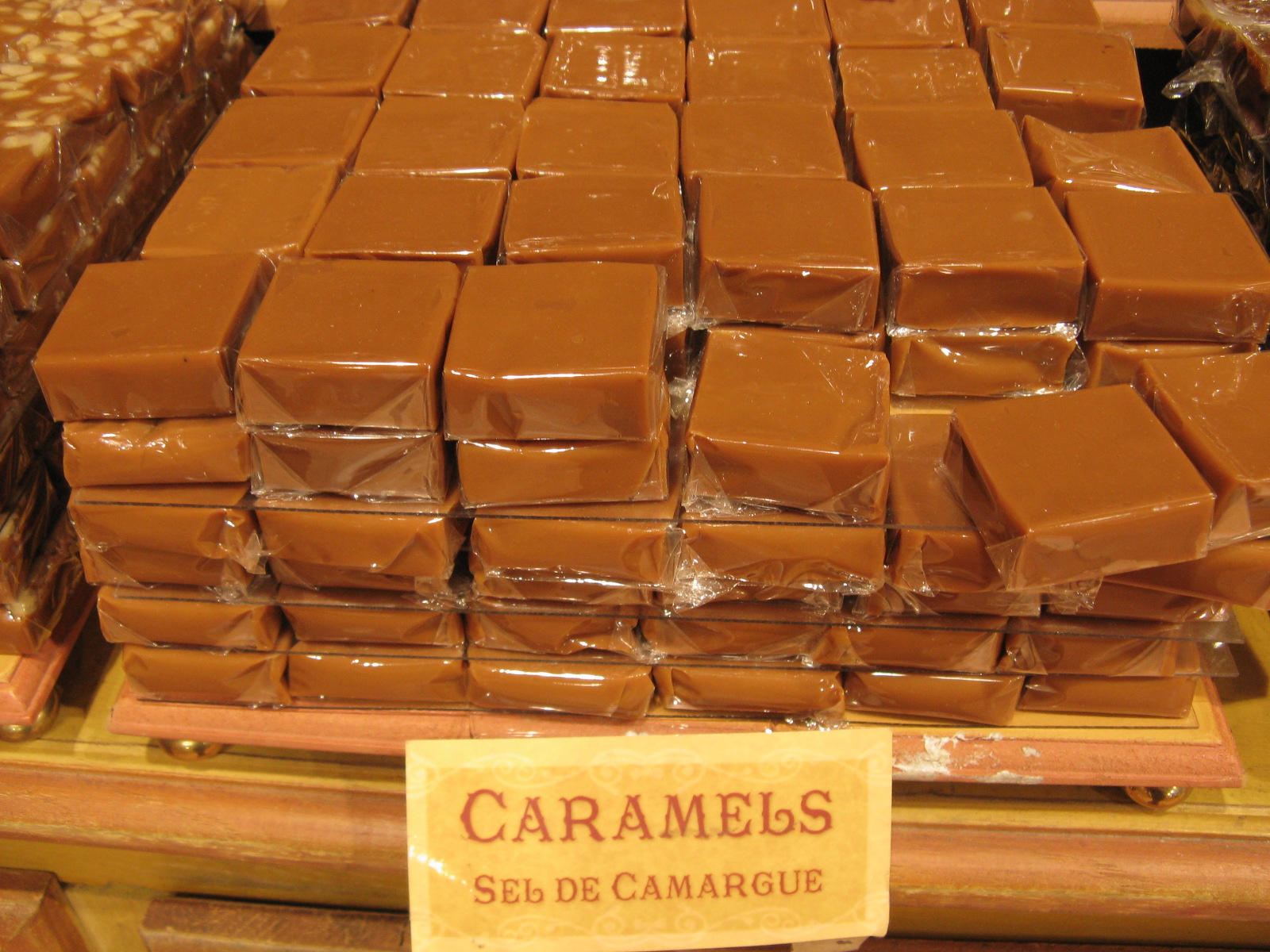
francuskie toffi z Carcassonne
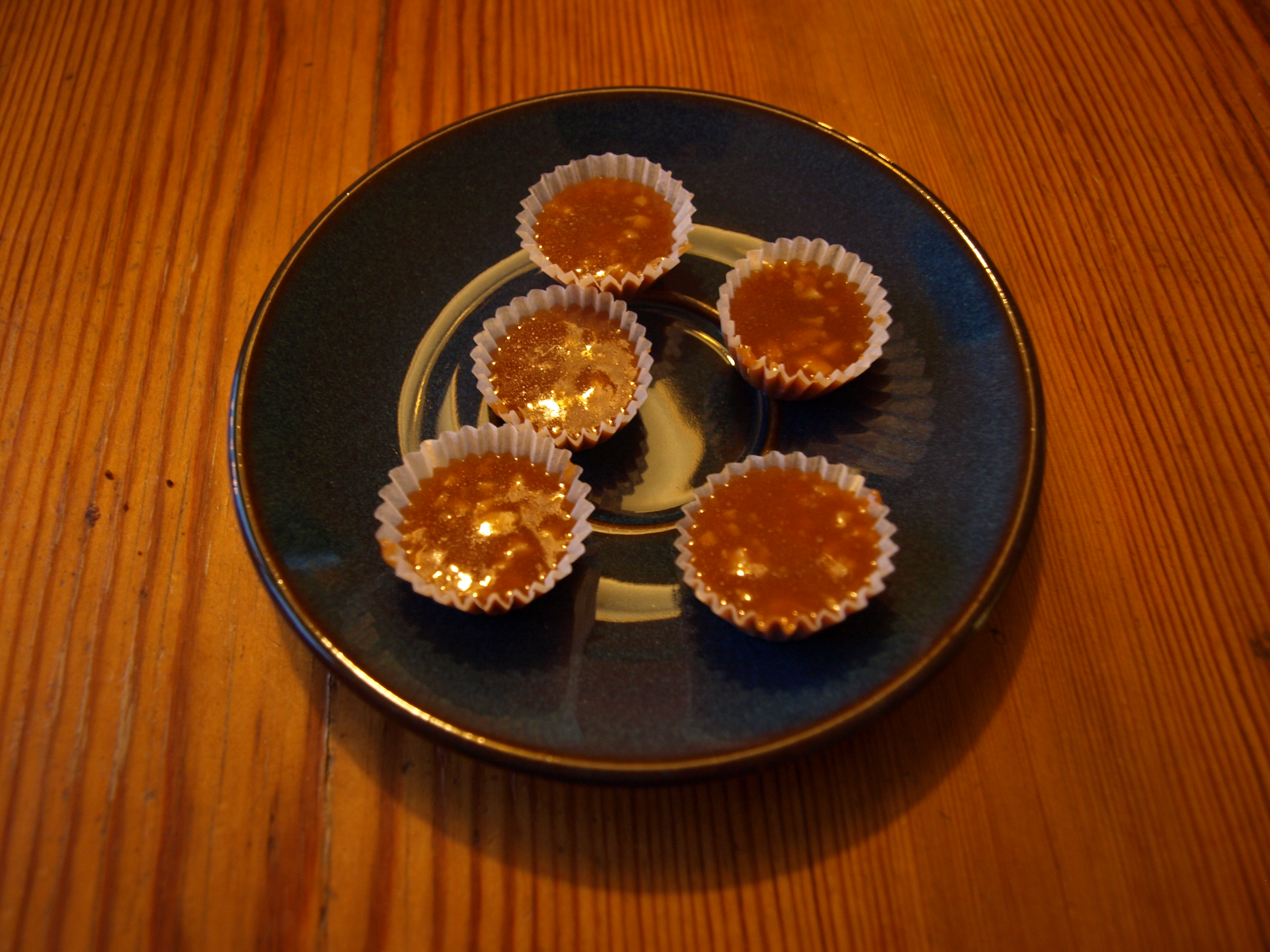
szwedzki knäck